# کارلوویتسه
کارلوویتسه (به چکی: Karlovice) یک منطقهٔ مسکونی در جمهوری چک است که در ناحیه سمیلی واقع شده‌است. کارلوویتسه ۷۴۰ نفر جمعیت دارد و ۲۸۴ متر بالاتر از سطح دریا واقع شده‌است.